# NGC 4937
NGC 4937 – zwarta grupa gwiazd (asteryzm) znajdująca się w gwiazdozbiorze Centaura. Odkrył ją John Herschel 3 marca 1837 roku. Asteryzm ten znajduje się ok. 2 minut kątowych na północny zachód od galaktyki NGC 4940, a w jego skład wchodzi 6 lub 7 gwiazd.